# Teraz albo nigdy (album Bezczela)
Teraz albo nigdy – trzeci solowy album polskiego rapera Bezczela. Wydawnictwo ukazało się 11 marca 2016 roku nakładem wytwórni Step Records. Na albumie gościnnie pojawili się: Paluch, Białas, Tomson, Sobota, Matheo, Kali, Kaen, Peja, Quebonafide, Dixon37 oraz Poszwixxx.
Do utworów „Teraz albo nigdy”, „Nie chcę tego, czego ty”, „Opowiem Ci”, „Forrest Gump”, „Krew z krwi”, „Mike Tyson Flow”, „W matni” oraz „Idą asy w klub” zrealizowano teledyski.

## Lista utworów
Źródło.
| Nr  | Tytuł utworu                   | Gościnnie          | Producent    | Scratche   | Długość |
| --- | ------------------------------ | ------------------ | ------------ | ---------- | ------- |
| 1.  | „Teraz albo nigdy”             |                    | Sherlock     |            | 4:09    |
| 2.  | „Mike Tyson Flow”              | Paluch, Białas     | B.Melo       |            | 4:10    |
| 3.  | „Forrest Gump”                 | Tomson             | David Gutjar | DJ Perc    | 3:46    |
| 4.  | „Niejebajka”                   |                    | David Gutjar | DJ Perc    | 3:48    |
| 5.  | „Nie chcę tego, czego ty”      | Sobota, Matheo     | Matheo       |            | 4:07    |
| 6.  | „Krew z krwi”                  |                    | B.Melo       |            | 4:45    |
| 7.  | „Pierwsza dama”                |                    | DrySkull     |            | 4:36    |
| 8.  | „W matni”                      | Kali               | B.Melo       |            | 4:15    |
| 9.  | „Opowiem Ci”                   |                    | DrySkull     |            | 5:01    |
| 10. | „Buntownik z wyboru”           | Kaen, Peja         | RX           | DJ Element | 4:10    |
| 11. | „Idą asy w klub”               | Quebonafide        | Poszwixxx    |            | 4:24    |
| 12. | „Cisza przed burzą”            |                    | B.Melo       |            | 3:44    |
| 13. | „To samo gówno, ten sam dzień” | Dixon37, Poszwixxx | Poszwixxx    |            | 5:40    |
|     |                                |                    |              |            | 56:35   |